# 色差端子

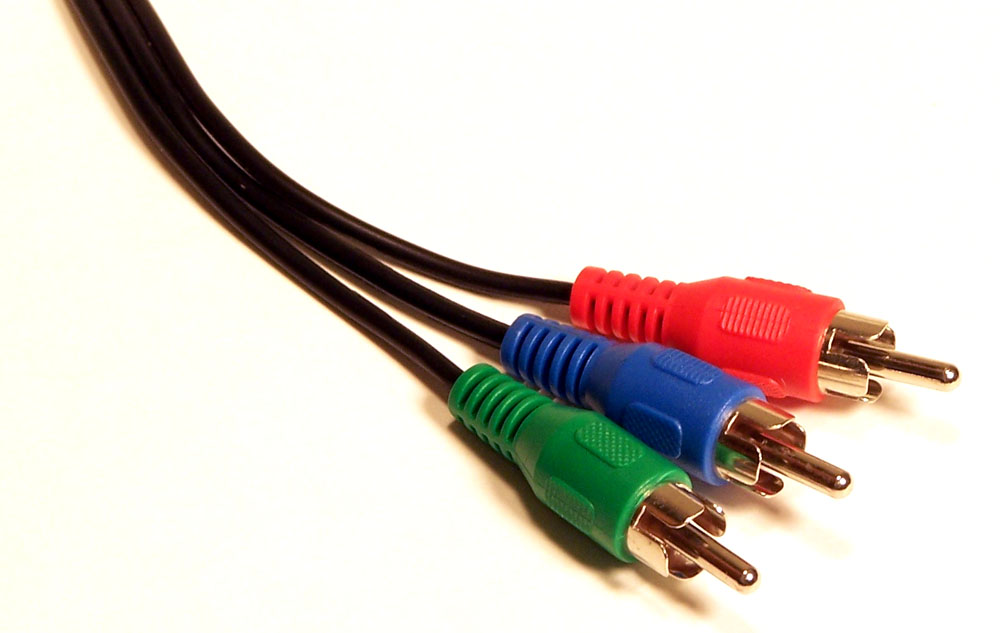
一組典型的色差端子，以三條RCA端子線路組成。

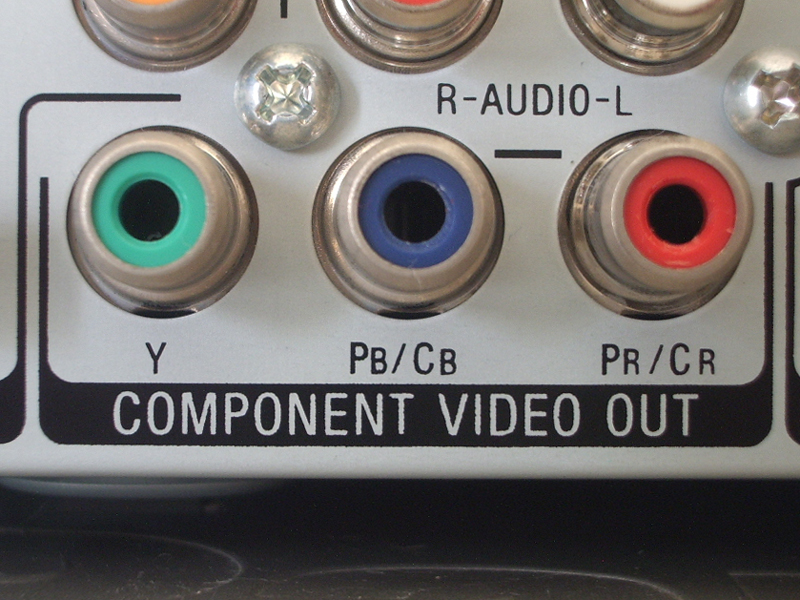
一組色差端子接座。

色差端子（英語：Component Video Connector）是把模拟视频中的明度、彩度、同步脈衝分解開來各自傳送的端子。在没有其他限定条件时，该词即指YPBPR接口。

## 概要
早期电视信号的复合传送方式在数学上有着根本的限制，一旦明度与色度复合之后即无法完全分离。因此，在1980年代后期，从专业用的视讯编辑应用当中开始出现了将明度与色度分离记录与传送的系统。虽然系统设计上比起复合信号复杂许多，不过显示器与摄录像机等装置其实本来就必须将明度与色度分开之后才能显示或记录。采用分量系统将可免除互相复合与分离所造成的画质损失。因此1990年代中期开始也开始普及至家用电视上面。
此外，在数字信号纪录与数字电视播送时所使用的数据压缩处理当中也使用了分量技术的观念。所以在DVD播放器与机顶盒等产品上，分量输出是最自然且转换损失最少的传送端子。
分量传送的视频有许多种方式，例如将三原色直接传送的RGB方式，以及从RGB转换为明度（Y）与色差（Cb/Cr或Pb/Pr）的方式。RGB方式将所有的颜色信息作同等的处理，虽然有最高的画质，但由于RGB方式对传输带宽和储存空间的消耗太大，为节省带宽，使用色差方式来传送与记录分量视频是现在的主流。
色差在设计上利用了「人眼对明度较敏感，而对色度较不敏感」的特性，将视讯中的色彩信息加以削减，转换公式如下：
```
明度: Y=0.299×R + 0.587×G + 0.114×B
色差: Cb=0.564×(B-Y) = -0.169×R - 0.331×G + 0.500×B
　　  Cr=0.713×(R-Y) =  0.500×R - 0.419×G - 0.081×B
```

所谓的「色差」即为颜色值与明度之间的差值。转换过后的颜色信息量被删减了约一半，但由于人眼的特性，使得色差处理过后的影像与原始影像的差异很难被察觉。最终的色差数据与RGB数据相比节省了1/3的带宽。
以上的转换系数被称为「色彩数组」，上述的例子为SDTV所使用的数组，HDTV所使用的则是另一个不同的规格（如下述）。
```
明度: Y=0.2126×R + 0.7152×G + 0.0722×B
色差: Pb=0.5389×(B-Y) = -0.1146×R - 0.3854×G + 0.5000×B
　　  Pr=0.6350×(R-Y) =  0.5000×R - 0.4542×G - 0.0458×B
```

跟SDTV不一样的地方是，各自做为基准的三原色的CIE色度坐标不一样。因为这样，所以SDTV用的规格将色差讯号以「CB」「CR」来称呼，HDTV的话是以「PB」「PR」来称呼。上记的三原色讯号虽然是以伽玛修正后得到的，但是伽玛修正特性跟哪一个都是一样的。还有，基准白色的CIE色度坐标是两者都一样的。

## 色差端子影像訊號的規格
為了要將影像進行儲存、編輯、以及傳送，將之以統一格式處理，避免傳輸過程中有所改變而造成畫質下降，因此規範了色差端子影像訊號規格。

### ITU-R BT.601
舊名稱為CCIR 601，國際電信聯盟（ITU）所制訂的標準規格。為現今標準電視放送規格標準。對應NTSC（525/60）與PAL（掃描線625/50）、對應4:3和16:9縱橫比畫面。雖然色彩成份為RGB 4:4:4跟色差(YCbCr) 4:2:2為既訂的，但是，這裡記錄的是作為廣播放送用的一般的色差方式。
- 組成成分：明度（Y）、色差（Cb及Cr）
- 取樣頻率：13.5MHz（Y）和6.75MHz（Cb,Cr）
- 取樣方法：4:2:2（色差Cb與Cr取樣頻率都只有明度取樣頻率的一半，Y:Cb:Cr=4:2:2）
- 量化位元數：標準8bit、擴充10bit

這種規格的機器通常可連接serial digital interface（SDI）規格SMPTE 259M為標準的介面。為了跟HDTV有所區別又稱SD-SDI。

### BTA S-001B
由日本電波產業會（ARIB）所規範的1125/60HDTV。對應ITU的國際規格ITU-R BT.709-3 PartII。
由於RGB和色差（YPbPr）分別訂在4:4:4、4:2:2在這裡我們將之以一般播放的色差方式表示。
- 組成成分：明度（Y）、色差（Pb及Pr）
- 取樣頻率：74.25MHz(Y)及37.125MHz（Pb,Pr）
- 取樣方式：4:2:2（色差Pb,Pr的取樣頻率為明度的一半）
- 量化位元數：8bit及10bit（S-002B規範）

此規格的機器可連接並列（BTA S-002B）及串列規格（BTA S-004B／SMPTE 292M）的介面。後者為了與SDTV做區分，稱為HD-SDI。此外，也有供BETACAM用的類比色差方式。